# Tribunal de Contas do Município de São Paulo
O Tribunal de Contas do Município de São Paulo (TCM-SP) realiza fiscalização e o controle da receita e da despesa do município de São Paulo, para depois fazer análise e emitir parecer técnico sobre as contas do poder executivo e suas empresas públicas, autarquias e sociedades de economia mista e do poder legislativo assim como decide sobre a regularidade ou não dos gastos, de acordo com os termos do art. 71, II, da Constituição Federal.
O Tribunal de Contas do Município de São Paulo é um órgão independente e autônomo, que não mantém relação de subordinação com nenhum dos poderes para que assim tenha garantida sua liberdade de decidir. 
O TCM-SP é um legítimo instrumento para que a sociedade possa participar diretamente e, assim, exercer sua cidadania, pois a sua missão é exercer controle externo sobre a Administração Pública no que se refere à fiscalização contábil, financeira, orçamentária, operacional e patrimonial, e nos aspectos da legalidade, legitimidade, economicidade, aplicação das subvenções e renúncia de receitas (CF, art.70).

## Composição
O Órgão é composto pelos cargos de Conselheiro, Agente de Fiscalização (Auditores de Controle Externo), Auxiliar Técnico de Fiscalização e Auxiliar de Apoio à Fiscalização, os quais possuem as seguintes atribuições:
Conselheiros: são nomeados pelo Prefeito, após aprovação da Câmara Municipal. Possuem as mesmas garantias, prerrogativas, impedimentos, vencimentos e vantagens do Desembargadores do Tribunal de Justiça do Estado de São Paulo. Os Conselheiros são responsáveis por exercerem a direção dos processos que lhes tenham sido distribuídos, como Relator ou Juiz Singular, bem como pela emissão do parecer prévio sobre as Contas do Poder Executivo e julgarem as Contas do Poder Legislativo, das Autarquias, Fundações, Empresas Públicas e Sociedades de Economia do Município de São Paulo.
Agentes de Fiscalização (Auditores de Controle Externo): Cargo público de provimento efetivo ocupado por servidor público, de nível superior, cujos titulares são responsáveis pelo exercício da fiscalização contábil, financeira, orçamentária, operacional, patrimonial e demais ações de controle externo, bem como pela elaboração e assinatura dos relatórios de Auditoria externa. 
Auxiliar Técnico de Fiscalização: Cargo de provimento efetivo ocupado por servidor público, de nível médio, cujos titulares auxiliam os  Agentes de Fiscalização (Auditores de Controle Externo).
Auxiliar de Apoio à Fiscalização: Cargo de provimento efetivo ocupado por servidor público, de nível médio, cujos titulares executam funções de apoio administrativo.

## Competência
Algumas competências gerais do órgão são:
- Exercer, com a Câmara Municipal, o controle externo das contas dos Poderes Municipais
- Emitir parecer sobre as contas anuais do Prefeito e empréstimos a serem contraídos pelo Município
- Julgar a regularidade das Contas da Câmara, dos Administradores e demais responsáveis por dinheiro, bens e valores públicos da Administração Direta constituída pelo Gabinete do Prefeito, pelas Secretarias Municipais e por seus órgãos auxiliares e Administração Indireta, constituída por Autarquias, Empresas Públicas, Sociedades de Economia e Fundação
- Realizar inspeções e auditorias de natureza contábil, financeira, orçamentária, operacional e patrimonial, que podem ser por iniciativa própria, solicitadas pela Câmara ou por cidadãos, se estes representarem pelo menos 1% do eleitorado do Município
- Julgar a aplicação de auxílios e subvenções concedidos pelo Município a entidades particulares de caráter assistencial ou que exerçam atividades de relevante interesse público
- Representar ao Prefeito e à Câmara Municipal sobre irregularidades ou abusos apurados no exercício de sua atividade fiscalizado.

Em suma, compete ao TCMSP o papel de zelar para que não haja desperdício dos recursos públicos no Município de São Paulo, atuando, inclusive, preventivamente e em missão pedagógica.